# Saint-Clément-de-Rivière
Saint-Clément-de-Rivière – miejscowość i gmina we Francji, w regionie Oksytania, w departamencie Hérault.
Według danych na rok 1990 gminę zamieszkiwały 4242 osoby, a gęstość zaludnienia wynosiła 333 osoby/km² (wśród 1545 gmin Langwedocji-Roussillon Saint-Clément-de-Rivière plasuje się na 81. miejscu pod względem liczby ludności, natomiast pod względem powierzchni na miejscu 620.).